# Финал Лиги Европы УЕФА 2024

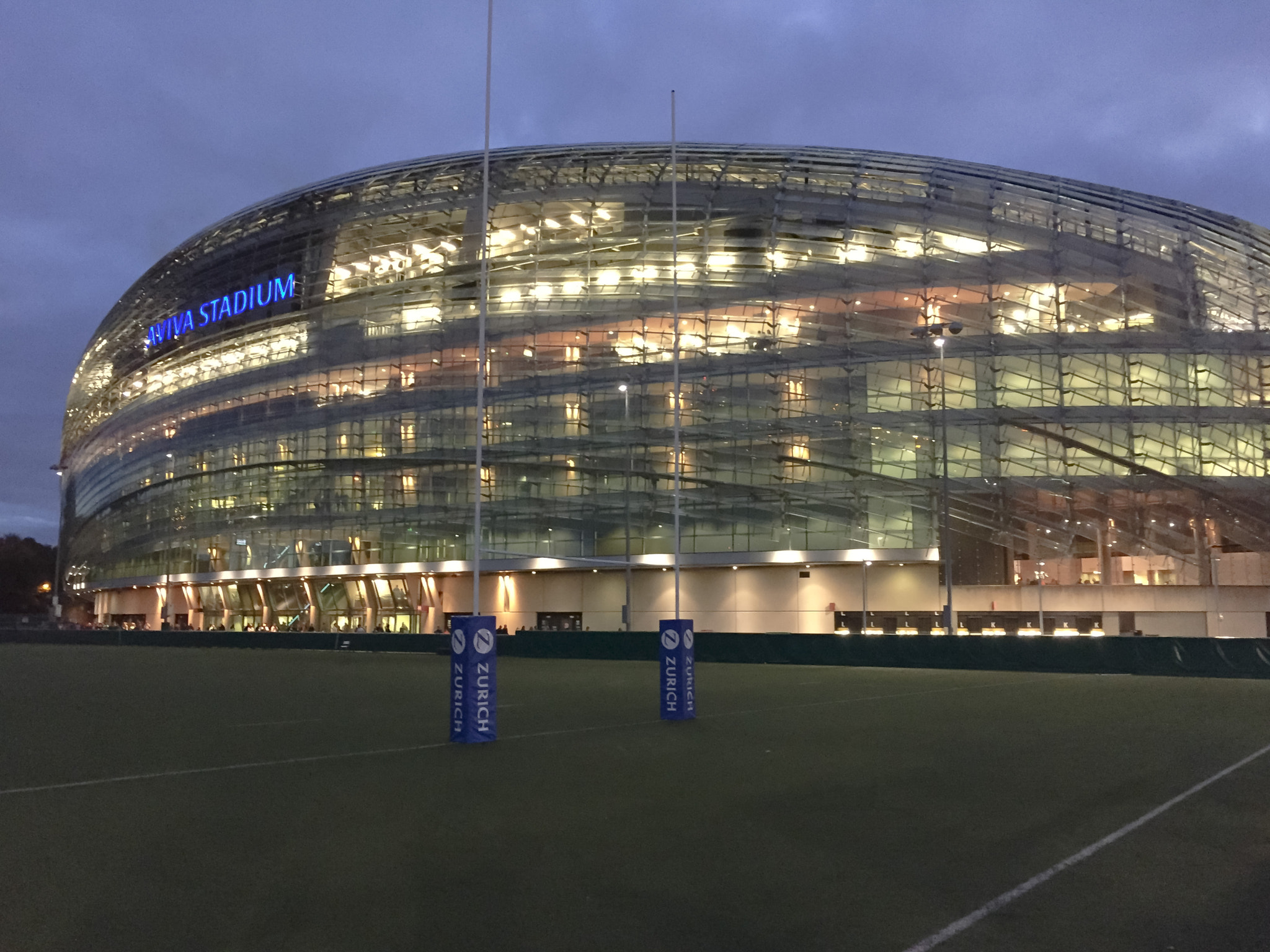
Стадион «Авива» в Дублине, где прошёл финал Лиги Европы

Финал Лиги Европы УЕФА 2024 года стал завершением Лиги Европы УЕФА сезона 2023/24, 53-го сезона турнира после основания Кубка УЕФА и 15-го сезона после основания Лиги Европы. Финал состоялся 22 мая 2024 года в Дублине на стадионе «Авива». Победитель финала получил право сыграть с победителем Лиги чемпионов УЕФА 2023/24 за звание обладателя Суперкубка УЕФА 2024, а также квалифицировался в общий этап Лиги чемпионов УЕФА 2024/25.
Победителем стала итальянская «Аталанта», победив в матче со счётом 3:0 немецкий клуб «Байер 04» из Леверкузена. Таким образом была прервана 51-матчевая беспроигрышная серия «Байера» во всех турнирах. Немецкий клуб не проигрывал с начала сезона 2023/24.
Адемола Лукман стал первым футболистом, сделавшим хет-трик в финале Лиги Европы УЕФА (с тех пор, как финал проходит в формате одного матча). Он также стал первым африканцем, который забил больше 1 гола в финале еврокубка.

## Выбор места проведения
Города Дублин и Бильбао должны были изначально принимать матчи Евро-2020, но из-за пандемии COVID-19 матчи в этих городах были перенесены на другие стадионы. В июле 2021 года УЕФА сообщил что финалы Лиги Европы 2024 и 2025 года примут эти города.

## Матч

### Отчёт о матче
| Аталанта           | 3:0     | Байер 04 |
| ------------------ | ------- | -------- |
| Лукман 12′ 26′ 75′ | (отчёт) |          |